# Grande Sertão (2024)
Grande Sertão é um filme brasileiro, dirigido por Guel Arraes e com roteiro dele e Jorge Furtado, baseado no romance Grande Sertão: Veredas, de Guimarães Rosa. Produzido pela Paranoïd Filmes em coprodução com a Globo Filmes e distribuído pela Paris Filmes, será protagonizado por Caio Blat e Luisa Arraes. O filme estreou nos cinemas em 6 de junho de 2024.
A estreia mundial do filme se deu no Critic’s Pick Tallinn Black Nights Film Festival (PÖFF), na Estônia, ocasião na qual Arraes conquistou o prêmio de melhor diretor, em novembro de 2023.

## Enredo
A comunidade "Grande Sertão" é controlada por facções criminosas onde uma luta entre policiais e bandidos assume ares de guerra. Neste lugar, Riobaldo (Caio Blat) acaba entrando em uma delas para seguir Diadorim (Luisa Arraes), cuja identidade e a paixão que sente são mistérios conflitantes em sua cabeça. A partir de então, em meio a um ambiente hostil de guerra, Riobaldo enfrenta dilemas éticos, morais e existenciais, enquanto busca entender seu lugar no mundo e sua própria natureza.

## Elenco
- Caio Blat como Riobaldo
- Luisa Arraes como Diadorim
- Rodrigo Lombardi como Joca Ramiro
- Eduardo Sterblitch como Hermógenes
- Luís Miranda como Zé Bebelo
- Mariana Nunes como Otacília
- Luellem de Castro como Nhorinhá
- Lucas Oranmian como Suzarte
- Izak Dahora como Nefasto
- WJ como Tito
- Vitor Valle como Riobaldo (criança)
- Vittória Seixas como Diadorim (criança)

## Série de televisão
Grande Sertão: A Série foi exibida na TV Globo de 7 a 10 de janeiro de 2025 como parte da programação especial de começo de ano. Dirigida por Guel Arraes e estrelada por Caio Blat e Luisa Arraes, é uma versão estendida do filme dividida em quatro capítulos. O seriado transporta a clássica obra de Guimarães Rosa para para o território das organizações criminosas de uma periferia urbana, cercada por muros gigantescos, em um tempo indeterminado.